# Actinostachys confusa
Actinostachys confusa är en ormbunkeart som först beskrevs av Solling, och fick sitt nu gällande namn av Reed. Actinostachys confusa ingår i släktet Actinostachys och familjen Schizaeaceae. Inga underarter finns listade.